# Wu Yi
Pour le roi de la Dynastie Shang, voir Wu Yi (Shang).
Wu Yi (吴仪), née en novembre 1938 à Wuhan, est vice-première ministre du Conseil des affaires de l'État de la république populaire de Chine de 2003 à mars 2008. Son successeur est Wang Qishan. Elle est ingénieure en technique pétrolière. Elle est membre du Parti communiste chinois depuis avril 1962.
En 1988 elle devient vice-maire de Pékin. Elle est membre des 15e, 16e et 17e Politburos. Elle a été nommée ministre de la Santé pendant la crise du SRAS en 2003, poste auquel elle a confirmé sa réputation d'autorité et qu'elle a occupé jusqu'en 2005. 
Elle a été classée deuxième dans la liste des femmes les plus puissantes du monde selon Forbes en 2005. En 2006, elle est troisième et en 2007 deuxième.